# Polianthes
Genre
Classification phylogénétique
Classification APG III (2009)
 Polianthes  est un genre de plantes monocotylédones de la famille des Agavaceae
ou bien plus récemment selon la classification phylogénétique APG III (2009), ce genre appartient à la famille des Asparagaceae (incluant Agavaceae, Aphyllanthaceae, Hesperocallidaceae, Hyacinthaceae, Laxmanniaceae, Ruscaceae et Themidaceae).
Carl von Linné a créé cette famille en 1753 dans son ouvrage de référence “Species plantarum”  et a renommé officiellement la Tubéreuse du nom binominal Polianthes tuberosa selon les principes qu’il avait génialement définis.

## Liste des espèces
Selon "Kew" 3 septembre 2012
- Polianthes bicolor E.Solano, Camacho & García-Mend., (1998)
- Polianthes densiflora (B.L.Rob. & Fernald) Shinners, (1966)
- Polianthes durangensis Rose, (1903)
- Polianthes elongata Rose, (1905)
- Polianthes geminiflora (Lex.) Rose, (1903)
  - Polianthes geminiflora var. clivicola McVaugh, (1989)
  - Polianthes geminiflora var. geminiflora
  - Polianthes geminiflora var. graminifolia (Rose) McVaugh, (1989)
  - Polianthes geminiflora var. pueblensis E.Solano & García-Mend., (2007)
- Polianthes howardii Verh.-Will., (1976)
- Polianthes longiflora Rose, (1903)
- Polianthes michoacana M.Cedano, Delgad. & Enciso, (1993 publ. 1995)
- Polianthes montana Rose, (1903)
- Polianthes multicolor E.Solano & Dávila, (2003)
- Polianthes nelsonii Rose, (1903)
- Polianthes oaxacana García-Mend. & E.Solano, (2007)
- Polianthes palustris Rose, (1903)
- Polianthes platyphylla Rose, (1903)
- Polianthes pringlei Rose, (1903)
- Polianthes sessiliflora (Hemsl.) Rose, (1903)
- Polianthes tuberosa L., (1753)
- Polianthes zapopanensis E.Solano & Ríos-Gómez, (2011)

## Espèces aux noms obsolètes et leurs taxons de référence
Selon "Kew" 3 septembre 2012
- Polianthes americana Sessé & Moc., (1888) =  Polianthes geminiflora var. geminiflora
- Polianthes × blissii Worsley, (1911)  Unplaced
- Polianthes brachystachys (Cav.) Shinners, (1966) =  Manfreda scabra (Ortega) McVaugh, (1989)
- Polianthes brunnea (S.Watson) Shinners, (1966) =  Manfreda brunnea (S.Watson) Rose, (1903)
- Polianthes × bundrantii T.M.Howard, (1978) unplaced
- Polianthes debilis (A.Berger) Shinners, (1966) =  Manfreda pringlei Rose, (1903)
- Polianthes elongata (Rose) Shinners, (1966), nom. illeg. =  Manfreda elongata Rose, (1903)
- Polianthes gracilis Link, (1821) = Polianthes tuberosa L., (1753)
- Polianthes graminifolia Rose, (1903) = Polianthes geminiflora var. graminifolia (Rose) McVaugh, (1989)
- Polianthes guttata (Jacobi & C.D.Bouché) Shinners, (1966) = Manfreda guttata (Jacobi & C.D.Bouché) Rose, (1903)
- Polianthes jaliscana (Rose) Shinners, (1966) = Manfreda jaliscana Rose, (1903)
- Polianthes lata (Shinners) Shinners, (1966) = Manfreda virginica (L.) Salisb. ex Rose, (1903)
- Polianthes maculata Mart., (1829) = Manfreda maculata (Mart.) Rose, (1903)
- Polianthes maculosa (Hook.) Shinners, (1966) = Manfreda maculosa (Hook.) Rose, (1903)
- Polianthes mexicana Zucc., (1837) = Prochnyanthes mexicana (Zucc.) Rose, (1903)
- Polianthes oliveriana (Rose) Shinners, (1966) = Manfreda scabra (Ortega) McVaugh, (1989)
- Polianthes planifolia (S.Watson) Shinners, (1966) = Manfreda planifolia (S.Watson) Rose, (1903)
- Polianthes potosina (B.L.Rob. & Greenm.) Shinners, (1966) = Manfreda potosina (B.L.Rob. & Greenm.) Rose, (1903)
- Polianthes revoluta (Klotzsch) Shinners, (1966) = Manfreda revoluta (Klotzsch) Rose, (1903)
- Polianthes rosei Shinners, (1967) = Manfreda elongata Rose, (1903)
- Polianthes rubescens (Rose) Shinners, (1966) = Manfreda rubescens Rose, (1903)
- Polianthes runyonii Shinners, (1966) = Manfreda longiflora (Rose) Verh.-Will., (1975)
- Polianthes singuliflora (S.Watson) Shinners, (1966) = Manfreda singuliflora (S.Watson) Rose, (1903)
- Polianthes tuberosa var. gracilis (Link) Beurl., (1854) = Polianthes tuberosa L., (1753)
- Polianthes tuberosa f. plena Moldenke, (1948) = Polianthes tuberosa L., (1753)
- Polianthes tubulata Sessé & Moc., (1894) =  Polianthes geminiflora var. geminiflora
- Polianthes variegata (Jacobi) Shinners, (1966) = Manfreda variegata (Jacobi) Rose, (1903)
- Polianthes virginica (L.) Shinners, (1966) = Manfreda virginica (L.) Salisb. ex Rose, (1903)
- Polianthes virginica f. tigrina (Engelm.) Shinners, (1966) = Manfreda virginica (L.) Salisb. ex Rose, (1903)